# 北岩手郡

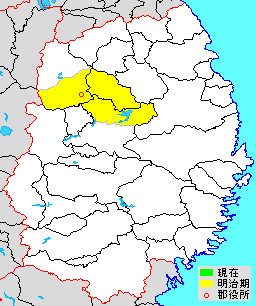
岩手県北岩手郡の範囲

北岩手郡（きたいわてぐん）は、岩手県の北部にあった郡。

## 郡域
明治12年（1879年）に行政区画として発足した当時の郡域は、下記の区域にあたる。
- 盛岡市の一部（門前寺、渋民、玉山馬場以北→旧玉山村）
- 八幡平市の一部（西根寺田、荒木田、平舘、松尾以南→旧西根町、旧松尾村）
- 岩手郡岩手町の全域

## 歴史

### 郡発足までの沿革
- 幕末時点では陸奥国に所属し、全域が盛岡藩領であった。「旧高旧領取調帳」に記載されている明治初年時点に存在した村は以下の通り。（38村）

沼宮内村、江刈内村、大坊村、新町村、五日市村、久保村、子抱村、御堂村、川口村、寺林村、馬場村、巻堀村、永井村、好摩村、芋田村、渋民村、門前寺村、川崎村、下田村、松内村、平笠村、田頭村、寄木村、野駄村、松尾村、平舘村、堀切村、荒木田村、上関村、帷子村、寺田村、黒内村、黒石村、葉木田村、坊村、一方井村、土川村、大更村
- 明治元年
  - 12月7日（1869年1月19日）
    - 陸奥国が分割され、本郡は陸中国の所属となる。
    - 盛岡藩が戊辰戦争後の処分により、領地を没収される。信濃松代藩取締地となり、盛岡県（第1次）を称する[1]。

  - 12月24日（1869年2月5日） - 旧・盛岡藩が磐城白石藩に転封される。
- 明治2年7月22日（1869年8月29日） - 白石藩が盛岡藩に転封。全域が再び盛岡藩領となる。
- 明治4年
  - 7月10日（1871年8月15日）- 盛岡藩が廃藩。盛岡県（第2次）が発足し、旧・盛岡藩領を管轄。
  - 11月2日（1871年12月13日） - 第1次府県統合により盛岡県（第3次）の管轄となる。
- 明治5年1月8日（1872年2月16日） - 盛岡県（第3次）が岩手県に改称。
- 明治11年（1878年）11月26日 - 郡区町村編制法の岩手県での施行により、行政区画としての岩手郡が発足。

### 郡発足以降の沿革
- 明治12年（1879年）1月4日 - 岩手郡（第1次）が分割し、大更村ほか38村の区域をもって北岩手郡が発足。郡役所が大更村に設置。（38村）
- 明治19年（1886年） - 新町村が沼宮内村に合併。(37村）

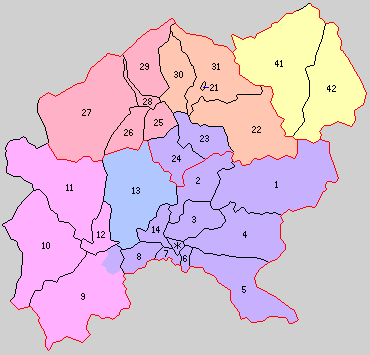
21.沼宮内町 22.川口村 23.巻堀村 24.渋民村 25.大更村 26.田頭村 27.松尾村 28.平舘村 29.寺田村 30.一方井村 31.御堂村 41.葛巻村 42.江刈村（紫：盛岡市 赤：八幡平市 橙：岩手郡岩手町 青：合併なし 1 - 14は南岩手郡 41・42は北九戸郡）

- 明治22年（1889年）4月1日 - 町村制の施行により、以下の町村が発足。（1町10村）
  - 沼宮内町 ← 沼宮内村［一部[2]］、江刈内村［一部[3]］（現・岩手郡岩手町）
  - 川口村（単独村制。現・岩手町）
  - 巻堀村 ← 巻堀村、寺林村、馬場村、永井村、好摩村（現・盛岡市）
  - 渋民村 ← 渋民村、芋田村、門前寺村、下田村、川崎村、松内村（現・盛岡市）
  - 大更村（単独村制。現・八幡平市）
  - 田頭村 ← 田頭村、平笠村（現・八幡平市）
  - 松尾村 ← 松尾村、寄木村、野駄村（現・八幡平市）
  - 平舘村 ← 平舘村、堀切村（現・八幡平市）
  - 寺田村 ← 寺田村、上関村、荒木田村、帷子村（現・八幡平市）
  - 一方井村 ← 一方井村、坊村、黒内村、黒石村、葉木田村、土川村（現・岩手町）
  - 御堂村 ← 御堂村、沼宮内村［大部分[2]］・江刈内村［大部分[3]］・子抱村・五日市村・久保村・大坊村（現・岩手町）
- 明治30年（1897年）4月1日 - 郡制の施行により、北岩手郡・南岩手郡の区域をもって岩手郡（第2次）が発足。同日北岩手郡廃止。

## 行政
特記なき場合『岩手郡誌』による。
北岩手郡長
| 代 | 氏名     | 就任年月日               | 退任年月日                 | 備考 |
| -- | -------- | ------------------------ | -------------------------- | ---- |
| 1  | 板恒草蔭 | 明治12年（1879年）1月4日 | 明治13年（1880年）10月23日 | 廃官 |

北岩手・南岩手・紫波郡長
| 代 | 氏名     | 就任年月日                 | 退任年月日                | 備考                               |
| -- | -------- | -------------------------- | ------------------------- | ---------------------------------- |
| 1  | 宮部謙吉 | 明治13年（1880年）10月23日 | 明治25年（1892年）11月1日 | 南岩手郡長より転任                 |
| 2  | 松橋宗之 | 明治25年（1892年）11月1日  | 明治30年（1897年）3月31日 | 南岩手郡との合併により北岩手郡廃止 |

## 参考資料
- 『岩手郡誌』岩手県教育会岩手郡部会、1941年。
- 「角川日本地名大辞典」編纂委員会 編『角川日本地名大辞典』 3 岩手県、角川書店、1985年2月7日。ISBN 4040010302。